# Cecil Beaton
Cecil Walter Hardy Beaton (Hampstead, 14 de enero de 1904-Wiltshire, 18 de enero de 1980) fue un fotógrafo, pintor, diseñador de vestuario y modista británico, actividades que compaginó con la dirección artística de producciones cinematográficas y teatrales, recompensada con tres premios Óscar y con cuatro premios Tony.

## Biografía
Beaton nació el 14 de enero de 1904 en Hampstead, Londres, hijo de Ernest Walter Hardy Beaton (1867-1936), un próspero comerciante de madera, y de su esposa Etty Sissons (1872-1963). La empresa familiar (Beaton Brothers) había sido fundada por su abuelo Walter Hardy Beaton (1841-1904). Sus padres fueron actores aficionados.

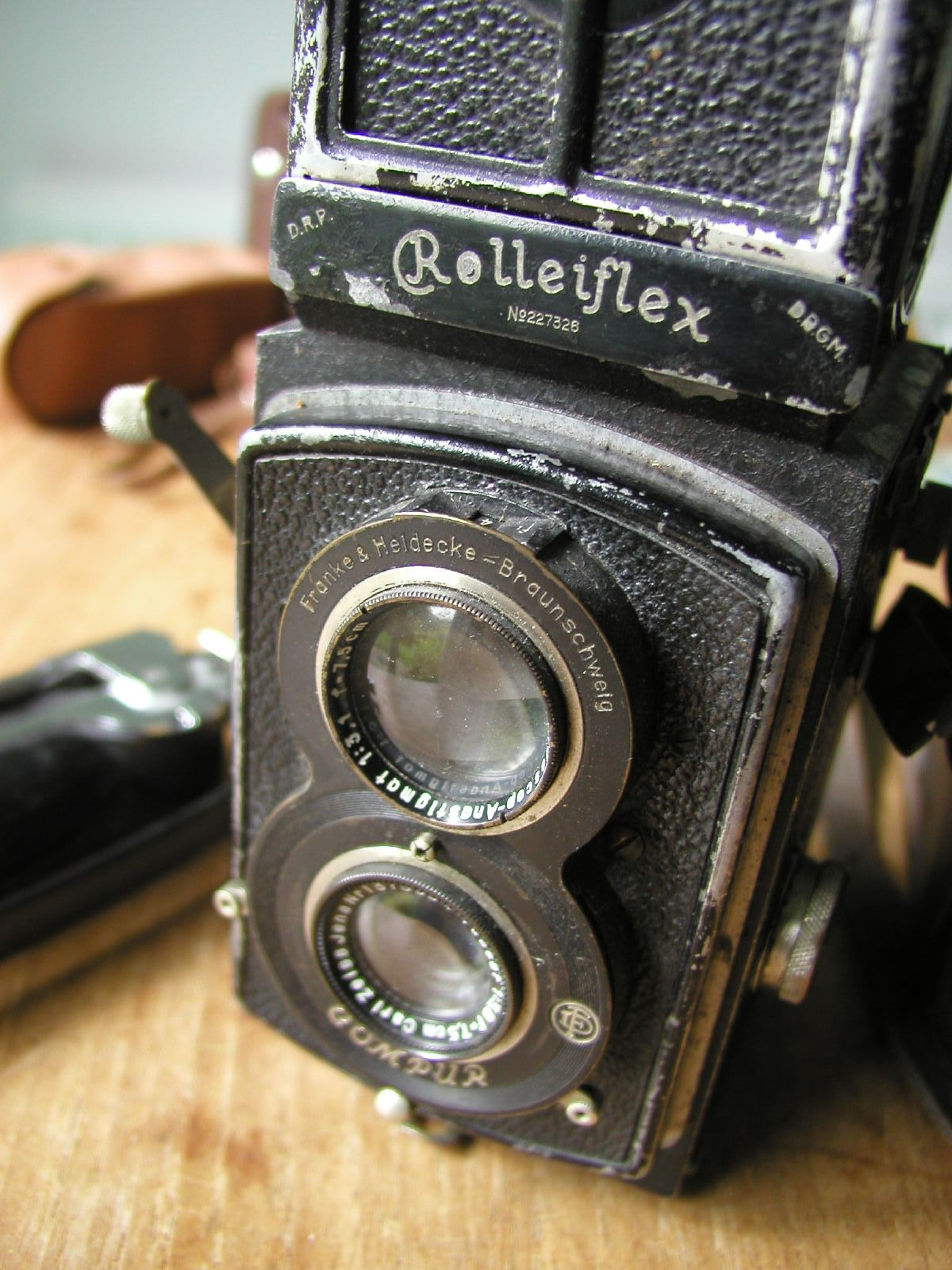
Rolleiflex de 1932, un tipo de cámara utilizada por Beaton.

Fue educado en la Heath Mount School (donde fue intimidado por su compañero Evelyn Waugh, después famoso novelista) y en la St Cyprian's School de Eastbourne, donde su talento artístico fue reconocido rápidamente.
Su niñera utilizaba una cámara Kodak 3A, y fue ella quien comenzó a enseñarle los rudimentos de la fotografía, que ponía en práctica con sus hermanas y su madre, quienes posaban para él.
Posteriormente asistió a la Harrow School, y a pesar de su nulo interés por el mundo académico, se matriculó en el St John's College de Cambridge, donde estudió historia, arte y arquitectura. Beaton continuó con la fotografía, y a través de sus contactos universitarios pudo publicar su primer retrato (el de la duquesa de Malfi) en la revista Vogue.
Beaton dejó Cambridge sin un título en 1925, trabajando después en diversos empleos infructuosamante, mientras continuaba casi compulsivamente con la fotografía. Por fin, bajo el patrocinio de Osbert Sitwell, consiguió realizar su primera exposición en la Coolling Gallery de Londres, causando un gran revuelo.
Posteriormente, se trasladó a Nueva York y poco a poco se construyó una reputación allí. En el momento de irse, "tenía un contrato con Condé Nast Publications para tomar fotografías en exclusiva para ellos durante varios años por valor de varios miles de libras anuales".
De 1930 a 1945, Beaton estuvo alquilando un inmueble en Ashcombe House, Wiltshire, donde recibió a muchas figuras notables. También compró una casa unifamiliar en Londres, en 1940.

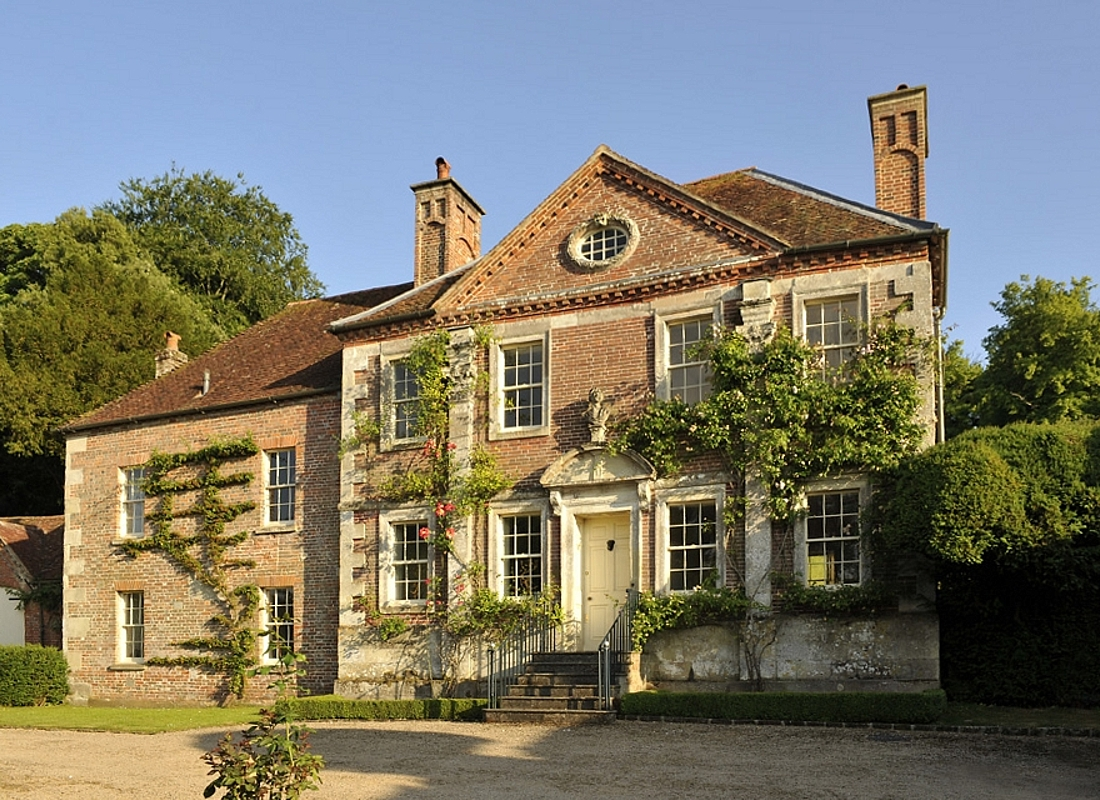
Reddish House, su residencia en Broad Chalke.

En 1947 compró Reddish House, una casa de campo situada a unos ocho kilómetros al este del pueblo de Broad Chalke, Salisbury. Greta Garbo era una visitante habitual.
Curiosamente, la planta superior de la casa se había equipado para peleas de gallos ilegales a comienzos del siglo XX, y Beaton utilizaba las jaulas como armarios para guardar los trajes de sus diseños para la película My Fair Lady. 

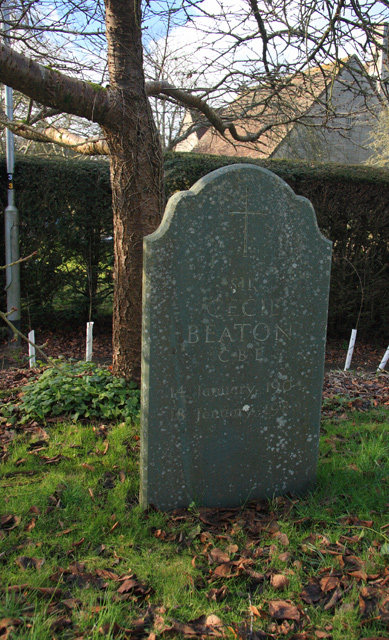
Lápida de Beaton en el cementerio de la iglesia de Broad Chalke.

Permaneció en la casa hasta su muerte en 1980, después de sufrir un derrame cerebral que lo dejó incapacitado de su lado derecho, frustrando su trabajo. Se procuró sustento económico durante la última etapa de su vida organizando sucesivas subastas de su material original con Sotheby's. Está enterrado en el cementerio local.
El gran amor de su vida fue el coleccionista de arte Peter Watson, aunque nunca fueron amantes. Tuvo relaciones con varios hombres, entre ellos el ex esgrimista olímpico Kin Hoitsma. También tuvo relaciones con las mujeres, incluyendo las actrices Greta Garbo y Coral Browne, la bailarina Adele Astaire y la "socialite" británica Doris Castlerosse.

## Carrera

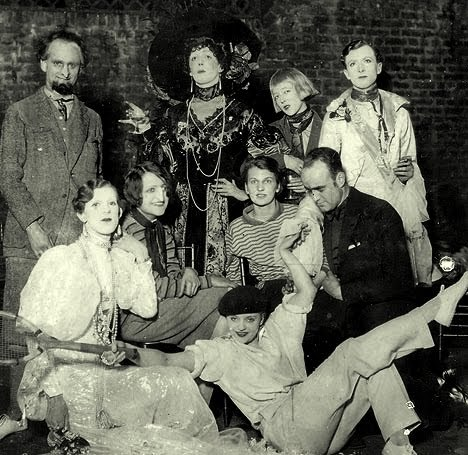
Cecil Beaton (de pie, primero a la derecha) junto a otros miembros del grupo Bright young things.

Beaton fue conocido por su primera exposición en Londres de 1926. A continuación, tras crear su propio estudio de fotografía (dedicado a la moda y a los retratos) a finales de la década de 1920, trabajó para la edición americana de Vogue, que le contrató inicialmente como ilustrador antes de convertirse en fotógrafo. Poco después, firmó un contrato con la versión británica de la revista Vogue en 1931 –hizo su primera portada en julio de 1932–, para la que trabajó hasta mediados de los años cincuenta, junto con Henry Clarke.
Comenzó su carrera fotografiando a sus amigos ricos y famosos. También trabajó con la revista de moda Harper's Bazaar y para la revista Vanity Fair.

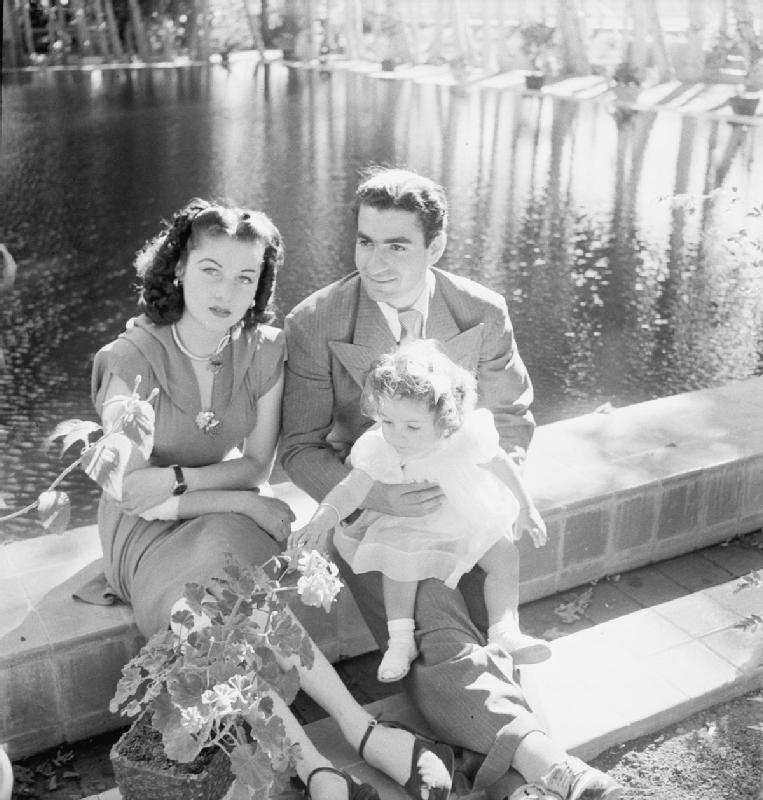
El Sha de Persia Mohammad Reza Pahleví con su familia en Teherán durante la Segunda Guerra Mundial, por Cecil Beaton.

Realizó numerosos retratos de celebridades en el Hollywood de los años treinta. Fue nombrado fotógrafo oficial de la familia real británica en 1937, para quienes trabajó hasta finales de los años setenta, llegando a convertirse en uno de los fotógrafos preferidos de Isabel, la reina madre. En 1951 retrató a la princesa Margarita con un vestido crema de la firma Dior en ocasión de su 21.o cumpleaños, que se convirtió en uno de los retratos de la realeza más icónicos del siglo XX.
A principios de la década de 1950 acusó una cierta decadencia como fotógrafo de moda, y se convirtió en un fotógrafo independiente. En esta época se encargó de fotografiar la magnificente fiesta Le Bal oriental, organizada por el excéntrico multimillonario de origen hispano-mexicano Carlos de Beistegui, a quien llegó a conocer de cerca, en su palacio de Venecia. A partir de entonces, se fue volcando en la elaboración de decorados y vestuarios para el teatro y para el cine.

### Etapa de escenógrafo cinematográfico y teatral

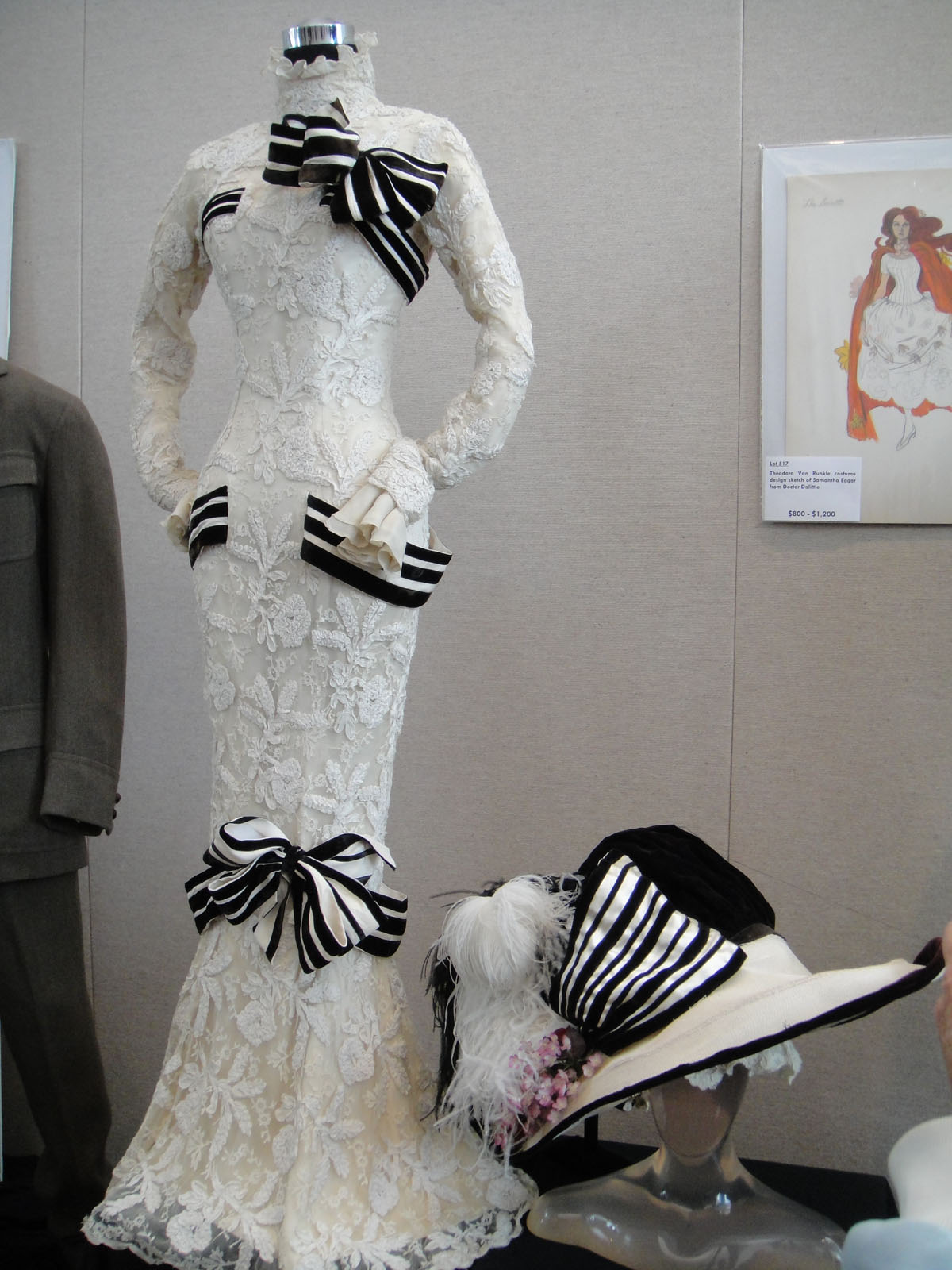
Vestido Ascot diseñado por Cecil Beaton para Audrey Hepburn durante la película My Fair Lady (1964), por la que ganó un Óscar al mejor diseño de vestuario.

Después de finalizada la Segunda Guerra Mundial, Beaton empezó a trabajar en Broadway, diseñando en 1946 el atrezo, el vestuario y la iluminación de la obra El abanico de Lady Windermere, de Oscar Wilde, en la que también actuó.
Su logro más elogiado fue la escenografía de la obra teatral My Fair Lady (1956), que dio lugar a dos películas musicales de gran éxito por las que fue premiado con el Óscar al mejor vestuario: Gigi (1958) y My Fair Lady (1964).
Recibió cuatro premios Tony por sus montajes teatrales en Broadway.
También diseñó los decorados y el vestuario para una producción de la ópera Turandot, de Giacomo Puccini, utilizados por primera vez en la Metropolitan Opera de Nueva York y después en el Covent Garden de Londres. Por último, también diseñó el traje académico de la Universidad de East Anglia.

### Segunda Guerra Mundial

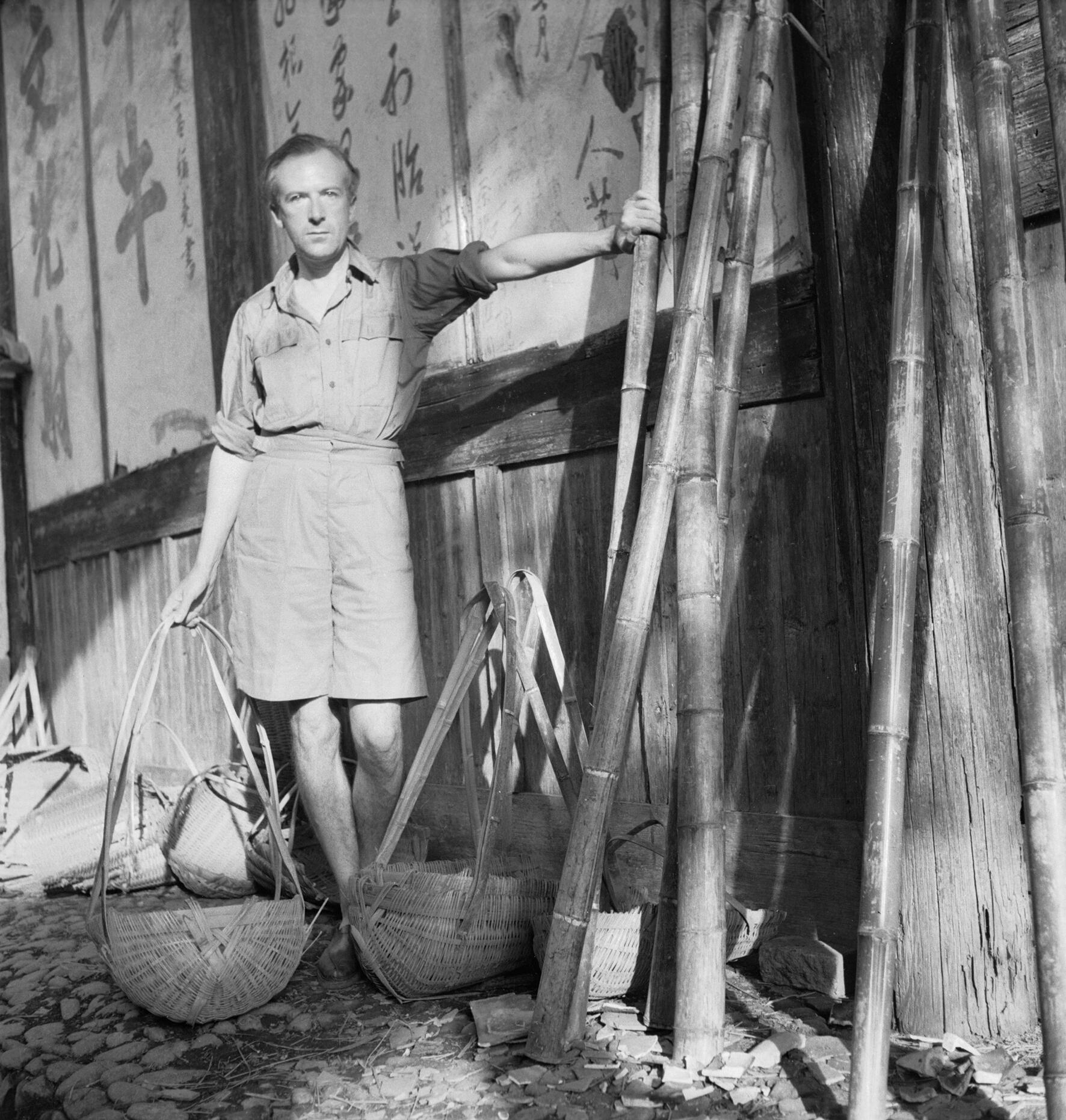
Autorretrato de Beaton en Pucheng, China, durante la Segunda Guerra Mundial.

Durante su carrera, también fue ilustrador y cronista. Además, es recordado por sus fotografías de la Segunda Guerra Mundial tomadas en Gran Bretaña, especialmente durante los bombardeos sobre Londres de la aviación alemana, que fueron publicadas en 1942 al otro lado del Atlántico.

### Diarios
En vida de Beaton se publicaron seis volúmenes de sus diarios, desde 1922 a 1974. Las versiones íntegras, mucho más francas e incisivas, se publicaron después de su muerte.
Sus principales exposiciones se celebraron en la National Portrait Gallery de Londres en 1968 y 2004.

## Algunos personajes famosos fotografiados por Beaton
- Lillian Gish, 1929
- Gary Cooper, 1931
- Pablo Picasso, 1933
- Marlene Dietrich, 1935
- Salvador Dalí, 1936
- Aldous Huxley, 1936
- Winston Churchill, 1940
- Charles de Gaulle, 1941
- Greta Garbo, 1946
- Yul Brynner, 1946
- Vivien Leigh, 1947
- Marlon Brando, 1947
- Margarita del Reino Unido en su 21.o cumpleaños, 1951
- Graham Greene, 1953
- Isabel II del Reino Unido en su coronación, 1953
- Elizabeth Taylor, 1954
- Grace Kelly, 1954
- Joan Crawford, 1956
- Maria Callas, 1956
- Marilyn Monroe, 1956
- Leslie Caron, 1957
- Albert Finney, 1961
- Cristóbal Balenciaga, 1962
- Lee Radziwill, 1962
- Karen Blixen, 1962
- Rudolf Nureyev, 1963
- Audrey Hepburn, 1964
- Margot Fonteyn, 1965
- Jacqueline Kennedy, 1965
- Georgia O'Keeffe, 1966
- Andy Warhol, 1967
- Twiggy, 1967
- Mick Jagger, 1968
- Katharine Hepburn, 1969
- Barbra Streisand, 1969
- Hubert de Givenchy, 1970
- Mae West, 1970
- David Hockney, 1970
- Jane Birkin, 1971
- Marisa Berenson, 1971
- Paloma Picasso, 1978
- Carolina de Mónaco, 1978

## Premios y distinciones
Premios Óscar
| Año  | Categoría                         | Película     | Resultado |
| ---- | --------------------------------- | ------------ | --------- |
| 1959 | Mejor diseño de vestuario - Color | Gigi         | Ganador   |
| 1965 | Mejor dirección de arte - Color   | My Fair Lady | Ganador   |
| 1965 | Mejor dirección de arte - Color   | My Fair Lady | Ganador   |

- Premio Tony al Mejor Diseño de Vestuario por Contradanza (1955)
- Caballero de la Orden del Imperio Británico (1956)
- Premio Tony al Mejor Diseño de Vestuario por My Fair Lady (1957)
- Fellow de la Ancient Monuments Society (1957)
- Premio Tony al Mejor Diseño de Vestuario por Saratoga (1960)
- Caballero de la Legión de Honor (1960)
- Miembro Honorario de la Royal Photographic Society (1965)
- Premio Tony al Mejor Diseño de Vestuario por Coco (1970)
- Título Nobiliario de Caballero (1972)[31]